# エンプレス (水上機母艦)
|          |                                         |
| 艦歴     |                                         |
| 発注     |                                         |
| 起工     | 1906年                                  |
| 進水     | 1907年4月13日                           |
| 竣工     | 1911年6月（海峡連絡船として）           |
| 就役     | 1914年8月25日                           |
| 退役     | 1919年11月                              |
| その後   | 1919年11月に返還                        |
| 除籍     |                                         |
| 性能諸元 |                                         |
| 排水量   | 2,540トン                               |
| 全長     | 311 ft (95 m)                           |
| 全幅     | 40 ft (12 m)                            |
| 吃水     | 16 ft (4.9 m)                           |
| 機関     | パーソンズ式タービン、3軸推進、6,000shp |
| 最大速   | 21ノット                                |
| 乗員     | 250名                                   |
| 兵装     | 4インチ砲2門 6ポンド砲1門               |
| 搭載機   | 水上機6機                               |

エンプレス (HMS Empress) は、イギリス海軍の水上機母艦。

## 艦歴
「エンプレス」はサウスイースト・アンド・チャタム・レールウェイ社の海峡連絡船としてダンバートンのウィリアム・デニー・アンド・ブラザース社で建造された。海軍本部の要求により1914年8月11日に海軍に取得され、チャタム工廠で4機の水上機を運用できる様改装された。
就役後は水上機母艦「エンガディン」、「リヴィエラ」と共にハリッジを拠点として活動した。3隻から発艦した航空機は1914年のクリスマスに行われたクックスハーフェン襲撃に参加し、ツェッペリン飛行船を攻撃した。
1915年に「エンプレス」はクイーンズタウンに移動し、続いて地中海へ移動した。
その後、1919年11月に元の所有者に返却された。